# Парламентские выборы на Маврикии (2019)
Парламенсткие выборы на Маврикии прошли 7 ноября 2019 года, на которых избирались 70 депутатов Национальной ассамблеи.
В результате победу одержала коалиция Маврикийский альянс премьер-министра страны Правинда Джагнота, который был вновь назначен премьер-министром.

## Контекст
Предыдущие выборы 2014 года привели к переменам: победу одержала трёхсторонняя коалиция Альянс «Lepep» («Народ» на креольском), включавший Боевое социалистическое движение (БСД), Маврикийскую социал-демократическую партию (МСДП) и Мувман освободителя (МО; Освободительное движение). В результате Анируд Джагнот получил пост премьер-министра.
23 января 2017 года он ушёл из политической жизни и его заменил сын Правинд Джугнаут, бывший министром финансов. В том же году МСДП покинула правящую коалицию и объединилась с оппозиционной Лейбористской партией (ЛПМ), чтобы сформировать Национальный альянс. Одновременно Маврикийское боевое движение (МБД) вышло из союза с ЛПМ. Уходящее правительство возобновило союз между БСД и МО как Маврикийский альянс.
В марте 2018 года ежедневная газета L’Express опубликовала банковские документы, свидетельствующие о том, что независимый президент Маврикия Амина Гуриб-Факим использовала в личных целях банковскую карту, которую ей предоставила неправительственная организация Институт планеты Земля и её президент, ангольский миллиардер. Альваро Собринью предъявил иск в Португалии и Швейцарии за растрату. Избранная в 2015 году Национальной ассамблеей, Гриб-Факим, всемирно известный биолог, стала первой женщиной, занявшей пост президента Маврикия, в значительной степени церемониальный пост.
9 марта 2018 года премьер-министр Правинд Джагнаут объявил, что Гуриб-Факим подаст в отставку вскоре после празднования 50-й годовщины независимости 12 марта и до начала нового парламентского срока, назначенного на конец месяца. Однако 14 марта Гуриб-Факим заявила, что остаётся на своем посту, отвергла все обвинения против неё в целом и заявила о своей решимости защищать себя в суде. Она утверждала, что использовала банковскую карту непреднамеренно и возместила все потраченные 27 тыс. евро. Однако её заявления было недостаточно и всё завершилось государственным скандалом. Гуриб-Факим ушла в отставку 17 марта, вступив в силу 23-го, передав пост вице-президенту Барлену Вьяпури, члену БСД.

## Результаты
Каждый избиратель имеет несколько бюллетеней, поэтому общее количество голосов значительно превышает количество зарегистророванных избирателей.
| Партия                               | Партия                                       | Партия                                       | Голоса    | %      | Мест    | Мест | Мест  | Мест |  |
| Партия                               | Партия                                       | Партия                                       | Голоса    | %      | Избрано | Н    | Всего | +/-  |  |
| ------------------------------------ | -------------------------------------------- | -------------------------------------------- | --------- | ------ | ------- | ---- | ----- | ---- |  |
|                                      |                                              | Боевое социалистическое движение             | 805 036   | 37,68  | 34      | 3    | 37    | ▬    |  |
|                                      | Освободительное движение                     | 2                                            | 805 036   | 37,68  | 0       | 2    | ▼ 5   |      |  |
|                                      | Движение Алана Ганоо                         | 1                                            | 805 036   | 37,68  | 1       | 2    | ▲ 2   |      |  |
|                                      | Боевая платформа                             | 1                                            | 805 036   | 37,68  | 0       | 1    | ▲ 1   |      |  |
| Маврикийский альянс                  | Маврикийский альянс                          | 38                                           | 805 036   | 37,68  | 4       | 42   | ▼ 2   |      |  |
|                                      |                                              | Лейбористская партия                         | 688 832   | 32,25  | 11      | 2    | 13    | ▲ 9  |  |
|                                      | Движение Жан-Клода Барбье                    | 0                                            | 688 832   | 32,25  | 0       | 0    | ▬     |      |  |
|                                      | Социал-демократическая партия Маврикия       | 10 975                                       | 0,51      | 3      | 1       | 4    | ▼ 3   |      |  |
| Национальный альянс                  | Национальный альянс                          | 699 807                                      | 32,76     | 14     | 3       | 17   | ▲ 6   |      |  |
|                                      | Маврикийское боевое движение                 | Маврикийское боевое движение                 | 439 402   | 20,57  | 8       | 1    | 9     | ▼ 3  |  |
|                                      | Партия реформ                                | Партия реформ                                | 30 350    | 1,42   | 0       | 0    | 0     | ▬    |  |
|                                      | Организация народа Родригеса                 | Организация народа Родригеса                 | 20 777    | 0,97   | 2       | 0    | 2     | ▬    |  |
|                                      | Партия маврикийских креолов                  | Партия маврикийских креолов                  | 19 302    | 0,90   | 0       | 0    | 0     | ▬    |  |
|                                      | Граждане 100 %                               | Граждане 100 %                               | 19 199    | 0,90   | 0       | 0    | 0     | ▬    |  |
|                                      | Маврикийский фронт солидарности              | Маврикийский фронт солидарности              | 12 898    | 0,60   | 0       | 0    | 0     | ▬    |  |
|                                      | Лалианс Леспвар                              | Лалианс Леспвар                              | 7104      | 0,33   | 0       | 0    | 0     | ▬    |  |
|                                      | Партия Малин                                 | Партия Малин                                 | 5291      | 0,25   | 0       | 0    | 0     | ▬    |  |
|                                      | Воинствующая Социалистическая Группировка    | Воинствующая Социалистическая Группировка    | 4849      | 0,23   | 0       | 0    | 0     | ▬    |  |
|                                      | Зелёное братство                             | Зелёное братство                             | 4803      | 0,22   | 0       | 0    | 0     | ▬    |  |
|                                      | Lalit (Борьба)                               | Lalit (Борьба)                               | 4119      | 0,19   | 0       | 0    | 0     | ▬    |  |
|                                      | Маврикийское социал-демократическое движение | Маврикийское социал-демократическое движение | 3568      | 0,17   | 0       | 0    | 0     | ▬    |  |
|                                      | Форум свободных граждан                      | Форум свободных граждан                      | 3189      | 0,15   | 0       | 0    | 0     | ▬    |  |
|                                      | Движение Родригеса                           | Движение Родригеса                           | 2462      | 0,12   | 0       | 0    | 0     | ▬    |  |
|                                      | Прочие партии                                | Прочие партии                                |           | 1,02   | 0       | 0    | 0     | ▬    |  |
|                                      | Независимые                                  | Независимые                                  | 32 512    | 1,52   | 0       | 0    | 0     | ▬    |  |
| Всего голосов                        | Всего голосов                                | Всего голосов                                | 2 136 413 | 100,00 |         |      |       |      |  |
|                                      |                                              |                                              |           |        |         |      |       |      |  |
| Действительных бюллетеней            | Действительных бюллетеней                    | Действительных бюллетеней                    | 718 398   | 99,06  |         |      |       |      |  |
| Недействительных/пустых бюллетеней   | Недействительных/пустых бюллетеней           | Недействительных/пустых бюллетеней           | 6838      | 0,94   |         |      |       |      |  |
| Всего                                | Всего                                        | Всего                                        | 725 236   | 100    | 62      | 8    | 70    | ▲ 1  |  |
| Зарегистрированных избирателей/ Явка | Зарегистрированных избирателей/ Явка         | Зарегистрированных избирателей/ Явка         | 941 719   | 77,01  |         |      |       |      |  |